# Gymnastique aux Jeux olympiques d'été de 2008
Navigation
Athènes 2004 Londres 2012
Aux Jeux olympiques de 2008, trois disciplines de gymnastique étaient au programme : la gymnastique artistique, la gymnastique rythmique et le trampoline.

## Sites des compétitions
Les 18 épreuves se déroulent au Palais national omnisports et au Gymnase de l'Université polytechnique de Pékin du 9 au 24 août 2008.

## Calendrier
| Calendrier | Calendrier | Calendrier | Calendrier | Calendrier | Calendrier | Calendrier | Calendrier | Calendrier | Calendrier | Calendrier | Calendrier | Calendrier | Calendrier | Calendrier | Calendrier | Calendrier | Calendrier | Calendrier |
| Août 2008  | Août 2008  | 8          | 9          | 10         | 11         | 12         | 13         | 14         | 15         | 16         | 17         | 18         | 19         | 20         | 21         | 22         | 23         | 24         |
| ---------- | ---------- | ---------- | ---------- | ---------- | ---------- | ---------- | ---------- | ---------- | ---------- | ---------- | ---------- | ---------- | ---------- | ---------- | ---------- | ---------- | ---------- | ---------- |
| Artistique |            |            | QH         | QF         |            | 1          | 1          | 1          | 1          |            | 4          | 3          | 3          |            |            |            |            |            |
| Rythmique  |            |            |            |            |            |            |            |            |            |            |            |            |            |            |            |            | 1          | 1          |
| Trampoline |            |            |            |            |            |            |            |            |            |            |            | 1          | 1          |            |            |            |            |            |

|  | Jour de compétition |  | Jour de finale | 4 | Nombre de finales |

## Résultats

### Gymnastique artistique
| Hommes résultats des qualifications              |                                                                          | | |
| Concours général par équipes résultats détaillés | Chine Chen Yibing Huang Xu Li Xiaopeng Xiao Qin Yang Wei Zou Kai         | Japon Takehiro Kashima Takuya Nakase Makoto Okiguchi Kōki Sakamoto Hiroyuki Tomita Kohei Uchimura     | États-Unis Alexander Artemev Raj Bhavsar Joe Hagerty Jonathan Horton Justin Spring Kai Wen Tan             |
| Concours général individuel résultats détaillés  | Yang Wei (CHN)                                                           | Kohei Uchimura (JPN)                                                                                  | Benoît Caranobe (FRA)                                                                                      |
| Sol résultats détaillés                          | Zou Kai (CHN)                                                            | Gervasio Deferr (ESP)                                                                                 | Anton Golotsutskov (RUS)                                                                                   |
| Cheval d'arçons résultats détaillés              | Xiao Qin (CHN)                                                           | Filip Ude (CRO)                                                                                       | Louis Smith (GBR)                                                                                          |
| Anneaux résultats détaillés                      | Chen Yibing (CHN)                                                        | Yang Wei (CHN)                                                                                        | Oleksandr Vorobiov (UKR)                                                                                   |
| Saut de cheval résultats détaillés               | Leszek Blanik (POL)                                                      | Thomas Bouhail (FRA)                                                                                  | Anton Golotsutskov (RUS)                                                                                   |
| Barres parallèles résultats détaillés            | Li Xiaopeng (CHN)                                                        | Yoo Won-chul (KOR)                                                                                    | Anton Fokin (UZB)                                                                                          |
| Barre fixe résultats détaillés                   | Zou Kai (CHN)                                                            | Jonathan Horton (USA)                                                                                 | Fabian Hambuechen (GER)                                                                                    |
| Femmes résultats des qualifications              |                                                                          | | |
| Concours général par équipes résultats détaillés | Chine Yang Yilin Cheng Fei Jiang Yuyuan Deng Linlin He Kexin Li Shanshan | États-Unis Shawn Johnson Nastia Liukin Chellsie Memmel Samantha Peszek Alicia Sacramone Bridget Sloan | Roumanie Andreea Acatrinei Gabriela Dragoi Andreea Grigore Sandra Izbaza Steliana Nistor Anamaria Tamarjan |
| Concours général individuel résultats détaillés  | Nastia Liukin (USA)                                                      | Shawn Johnson (USA)                                                                                   | Yang Yilin (CHN)                                                                                           |
| Saut de cheval résultats détaillés               | Un Jong Hong (PRK)                                                       | Oksana Chusovitina (GER)                                                                              | Cheng Fei (CHN)                                                                                            |
| Barres asymétriques résultats détaillés          | He Kexin (CHN)                                                           | Nastia Liukin (USA)                                                                                   | Yang Yilin (CHN)                                                                                           |
| Poutre résultats détaillés                       | Shawn Johnson (USA)                                                      | Nastia Liukin (USA)                                                                                   | Cheng Fei (CHN)                                                                                            |
| Sol résultats détaillés                          | Sandra Izbaza (ROU)                                                      | Shawn Johnson (USA)                                                                                   | Nastia Liukin (USA)                                                                                        |

### Gymnastique rythmique
| Épreuve                                | Or | Argent                                                                    | Bronze |
| -------------------------------------- | --- | ------------------------------------------------------------------------- | --- |
| Individuel Femmes résultats détaillés  | Evguenia Kanaïeva (RUS)                                                                                    | Inna Zhukova (BLR)                                                        | Anna Bessonova (UKR)                                                                                                  |
| Par équipes Femmes résultats détaillés | Russie Margarita Aliychuk Anna Gavrilenko Tatiana Gorbunova Elena Posevina Daria Shkurikhina Natalia Zueva | Chine Cai Tongtong Chou Tao Lu Yuanyang Sui Jianshuang Sun Dan Zhang Shuo | Biélorussie Olesya Babushkina Anastasia Ivankova Zinaida Lunina Glafira Martinovich Ksenia Sankovich Alina Tumilovich |

### Trampoline
| Épreuve                               | Or                | Argent               | Bronze                 |
| ------------------------------------- | ----------------- | -------------------- | ---------------------- |
| Individuel hommes résultats détaillés | Lu Chunlong (CHN) | Jason Burnett (CAN)  | Dong Dong (CHN)        |
| Individuel femmes résultats détaillés | He Wenna (CHN)    | Karen Cockburn (CAN) | Ekaterina Khilko (UZB) |

## Tableau des médailles
| Rang | Nation          | Or | Argent | Bronze | Total |
| ---- | --------------- | -- | ------ | ------ | ----- |
| 1    | Chine           | 11 | 2      | 5      | 18    |
| 2    | États-Unis      | 2  | 6      | 2      | 10    |
| 3    | Russie          | 2  | 0      | 2      | 4     |
| 4    | Roumanie        | 1  | 0      | 1      | 2     |
| 5    | Corée du Nord   | 1  | 0      | 0      | 1     |
|      | Pologne         | 1  | 0      | 0      | 1     |
| 7    | Canada          | 0  | 2      | 0      | 2     |
|      | Japon           | 0  | 2      | 0      | 2     |
| 9    | Allemagne       | 0  | 1      | 1      | 2     |
|      | Biélorussie     | 0  | 1      | 1      | 2     |
|      | France          | 0  | 1      | 1      | 2     |
| 12   | Corée du Sud    | 0  | 1      | 0      | 1     |
|      | Croatie         | 0  | 1      | 0      | 1     |
|      | Espagne         | 0  | 1      | 0      | 1     |
| 15   | Ouzbékistan     | 0  | 0      | 2      | 2     |
|      | Ukraine         | 0  | 0      | 2      | 2     |
| 17   | Grande-Bretagne | 0  | 0      | 1      | 1     |